# Resistore
Il resistore (anche chiamato impropriamente resistenza per metonimia) è un tipo di componente elettrico destinato a opporre una specifica resistenza elettrica al passaggio della corrente elettrica.
I resistori hanno innumerevoli applicazioni sia in apparecchiature elettriche che elettroniche. Sono a volte utilizzati per convertire energia elettrica in energia termica.

## Descrizione

### Resistore ideale

Simbolo e caratteristica esterna di un resistore ideale (resistenza)

Nella teoria dei circuiti il resistore è un componente ideale (resistenza) che risponde, se lineare, alla legge di Ohm; i resistori non lineari sono essenziali per fare modelli circuitali, per esempio, degli oscillatori elettronici. Nel mondo reale, i resistori sono dispositivi multiformi, con caratteristiche e limiti operativi ben determinati. Il resistore Ideale è un bipolo passivo che conserva una resistenza elettrica costante qualunque siano i valori assunti dalla tensione e dalla corrente. La sua equazione caratteristica si desume dalla legge di Ohm ed è:
{\displaystyle V={R\cdot I}}
oppure:
{\displaystyle I={G\cdot V}}
dove G corrisponde alla conduttanza. Queste due formule si scelgono a seconda che si consideri come parametro la resistenza o la conduttanza. La sua caratteristica esterna è una retta passante per l'origine degli assi, avente inclinazione dipendente dal valore della resistenza. Questo tipo di bipolo approssima il comportamento di un resistore reale, qualora si possano trascurare le variazioni di resistenza dovute alla temperatura e ad altre cause. La potenza assorbita dal resistore è data da:
{\displaystyle P={V\cdot I}={R\cdot I^{2}}={\frac {V^{2}}{R}}={G\cdot V^{2}}={\frac {I^{2}}{G}}}

### Resistore reale

Resistore reale con elementi parassiti a parametri concentrati

I resistori reali, spesso anche chiamati impropriamente resistenze, sono caratterizzati dal valore della loro resistenza elettrica, espressa in ohm (simbolo: Ω), nonché dalla massima potenza (ovvero energia per unità di tempo) che possono dissipare, senza distruggersi, espressa in watt. A volte, ma più raramente, al posto del valore della resistenza, è indicato quello della loro conduttanza (che è l'inverso matematico della resistenza). Per molte applicazioni civili ed industriali, al posto del loro valore resistivo, ovvero della resistenza, si indica la tensione tipica di funzionamento, espressa in volt. I resistori lineari ideali non hanno in generale limiti in potenza e sono caratterizzati da una legge costitutiva lineare per qualsiasi valore di tensione e corrente.
Sia in campo civile che industriale, l'impiego prevalente dei resistori è quello di produrre calore da elettricità per Effetto Joule. Molti sono gli impieghi negli elettrodomestici, quali forni elettrici, ferri da stiro e bollitori d'acqua, asciugacapelli, lavatrici e lavastoviglie, ecc. Un ferro da stiro, tipicamente, ha un resistore della potenza di 1 kW. Resistori di potenze anche molto superiori sono utilizzati nei forni industriali e nei circuiti di controllo dei veicoli elettrici (per esempio nei locomotori elettrici) per dissipare l'energia in eccesso (per quest'ultimo impiego, recentemente sono stati in gran parte sostituiti da circuiti di regolazione elettronici più efficienti).
Questi resistori, cosiddetti di potenza, sono tipicamente realizzati con un avvolgimento di filo di leghe metalliche a base di ferro, cromo, tungsteno, una lega utilizzata da molto tempo per questo uso è la costantana. Per evitare, parzialmente, che questo tipo di resistori a filo si comporti da induttore (perché si vuole avere un comportamento resistivo puro o si vuole evitare la generazione di interferenze elettromagnetiche) l'avvolgimento viene fatto sia in un senso che in quello opposto (avvolgimento detto di Ayrton Perry).
I resistori trovano poi largo impiego nei circuiti elettronici, per i quali sono prodotti in una varietà di forme e assortimenti di valori resistivi (da frazioni di ohm a svariate centinaia di megaohm) e di potenza (da pochi milliwatt a centinaia di watt).

## Resistori per applicazioni in circuiti elettronici

### Resistori fissi

Struttura di un resistore a strato di carbone

I resistori a valore resistivo fisso per applicazioni nei circuiti elettronici si presentano nella versione più comune come piccoli cilindri con due terminali metallici chiamati reofori: esso è uno dei componenti elementari elettrici ed è un componente passivo. I valori di resistenza e tolleranza sono codificati mediante bande colorate (nei resistori a foro passante), possono essere scritti per esteso su alcuni resistori di potenza e sono scritti in codice 101 sulla maggior parte dei resistori SMD (alcuni resistori SMD non hanno alcun valore scritto sul loro contenitore). L'elemento resistivo è realizzato depositando sulla superficie del cilindro uno strato di lega metallica, ossidi metallici o carbone, successivamente inciso a laser con andamento elicoidale per ottenere il valore voluto. Questo tipo di lavorazione conferisce al resistore una componente induttiva, ininfluente in applicazioni a bassa frequenza ma di disturbo alle frequenze elevate (in quanto introducono una significativa componente reattiva in più nel circuito). Per applicazioni in alta frequenza sono preferiti i resistori antinduttivi, realizzati comprimendo una miscela di polveri composite e resine, a formare un cilindro con dimensioni simili ai resistori a strato (o i resistori SMD, vedi più avanti).
Oltre che come resistori individuali, sono prodotti anche a gruppi come "reti resistive", costruite con la tecnica chiamata "a film spesso", ricavandole con un processo di metallizzazione su una sottile piastrina di ceramica, la stessa tecnica usata per costruire resistori di altissimo valore ohmico (oltre 100 MΩ), i quali essendo ricavati su una superficie piana con l'elemento resistivo configurato a greca, risultano antinduttivi, la stessa configurazione a greca viene realizzata su resistori cilindrici di precisione.
Esistono altri tipi di resistori fissi, ovvero costruiti in modo differente in base alla potenza che devono dissipare:
- Resistori standard a strato di carbone (da 1/8 W - 1/4 W - 1/2 W - 1 W), i più usati in elettronica
- Resistori di nichel-cromo (una lega di nichel e cromo, usati come resistori di potenza) (da 2 W - 4 W - 6 W - 8 W - 12 W - 16 W - 24 W)
- Resistori Corazzati (impiegati in elettronica, abbinano alta dissipazione e affidabilità)
- Resistori per riscaldamento (principalmente in quarzo) (da 200 W - 300 W - 500 W - 1000 W)

### Resistori SMD

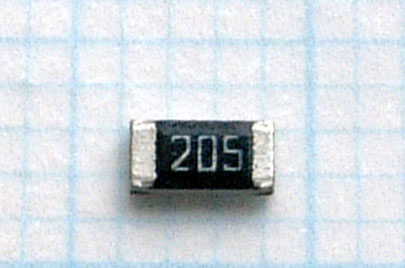
Resistore SMD da 2 megaohm di dimensioni 1206. La griglia celeste, su cui è appoggiato il componente, è di 1 mm

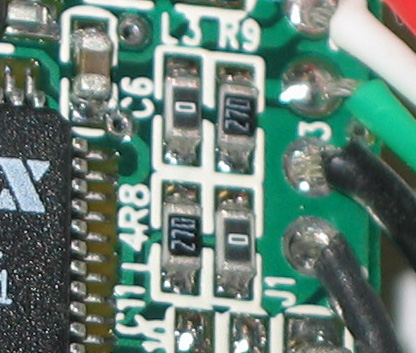
Quattro resistori SMD (il componente nell'angolo in alto a sinistra, con il corpo di colore marrone, è un condensatore). Due resistori hanno valore di 0 ohm; gli altri due possono essere da 27 o 270 ohm (la codifica dei costruttori può variare).

Le versioni SMD (sigla di Surface Mounting Device) o SMT (Surface-Mount Technology), adatti per il montaggio superficiale per mezzo di macchine automatiche, hanno l'aspetto di minuscole piastrine rettangolari di dimensioni variabili a seconda della potenza. La tecnologia tradizionale con i reofori che richiedono la foratura del circuito stampato è sempre meno usata nell'elettronica di consumo ed è chiamata PTH (Pin Through Hole) o THT (Through Hole Technology).
Le dimensioni più comuni sono (lo standard è usato anche per altri componenti come i condensatori, i LED, gli autofusibili, ecc.) (Le dimensioni possono variare leggermente a seconda del costruttore):
| nome comunemente usato | = dim. in pollici (lunghezza x larghezza) | = dim. in mm       |
| "01005"                | = 0,016" × 0,008"                         | = 0,4 mm × 0,2 mm  |
| "0201"                 | = 0,024" × 0,012"                         | = 0,6 mm × 0,3 mm  |
| "0402"                 | = 0,04" × 0,02"                           | = 1,0 mm × 0,5 mm  |
| "0603"                 | = 0,063" × 0,031"                         | = 1,6 mm × 0,8 mm  |
| "0805"                 | = 0,08" × 0,05"                           | = 2,0 mm × 1,25 mm |
| "1206"                 | = 0,126" × 0,063"                         | = 3,2 mm × 1,6 mm  |
| "1210"                 | = 0,12" x 0,10"                           | = 3,2 mm x 2,5 mm  |
| "1812"                 | = 0,18" × 0,12"                           | = 4,6 mm × 3,0 mm  |
| "2010"                 | = 0,20" x 0,10"                           | = 5,0 mm x 2,5 mm  |
| "2512"                 | = 0,25" × 0,12"                           | = 6,3 mm × 3,0 mm  |

Le estremità sono metallizzate per permetterne la saldatura sul circuito e sono praticamente antinduttivi. Il montaggio è automatizzato: sul circuito stampato mediante una maschera in acciaio viene posto il materiale saldante sulle due piazzole di saldatura. Sul circuito stampato mediante una macchina automatica programmata vengono posti i componenti SMD trattenuti nelle esatte posizione dalla pasta saldante. Segue il passaggio in un forno che salda i componenti.
I resistori SMD hanno il valore stampato con una codifica legata a quella usata per i resistori assiali. Quelli con la tolleranza più comune (5%) sono marcati con un codice a tre cifre: le prime due sono cifre significative del valore, la terza indica il numero degli zeri. Ad esempio:
| "334" | = 33 × 10.000 ohm = 330 kiloohm |
| "222" | = 22 × 100 ohm = 2,2 kiloohm    |
| "473" | = 47 × 1.000 ohm = 47 kiloohm   |
| "105" | = 10 × 100.000 ohm = 1 megaohm  |

Resistori di valori inferiori a 100 ohm sono marcati: 100, 220, 470. Lo zero finale rappresenta dieci elevato alla potenza zero che vale uno. Per esempio:
| "100" | = 10 × 1 ohm = 10 ohm |
| "220" | = 22 × 1 ohm = 22 ohm |
| "470" | = 47 × 1 ohm = 47 ohm |

Talvolta questi valori sono marcati "10" o "22" o "47" per prevenire errori. I resistori di valore inferiore a 10 ohm hanno una "R" per indicare la virgola decimale. Per esempio:
| "4R7"  | = 4,7 ohm  |
| "0R22" | = 0,22 ohm |
| "0R01" | = 0,01 ohm |

I resistori di precisione sono siglati con un codice a quattro cifre. Le prime tre sono cifre significative mentre la quarta indica la potenza di dieci. Per esempio:
| "1001" | = 100 × 10 ohm = 1 kiloohm     |
| "4992" | = 499 × 100 ohm = 49,9 kiloohm |
| "1000" | = 100 × 1 ohm = 100 ohm        |

Nel caso si utilizzi un resistore da zero ohm questo può essere siglato “000” o “0000”. L'uso di resistori da zero ohm, che a prima vista sembra inutile, può essere dovuto a varie esigenze:
- In alternativa ad un componente previsto ma non usato in alcune applicazioni della scheda elettronica si può prevedere, in parallelo, un resistore da zero ohm senza dover rifare il circuito stampato.
- L'uso di circuiti integrati che possono avere vari modi di funzionamento o taratura e in questo modo si mantiene aperta la possibilità di montare un resistore opportuno senza dover rifare il circuito stampato.
- In schede elettroniche particolarmente complesse (specialmente di tipo monofaccia) permette il passaggio di segnali (tracce) sotto il resistore.

Un problema che pongono i resistori da zero ohm è la dissipazione di potenza non calcolabile con la legge di Ohm. Nei dati tecnici dei produttori di resistori viene indicata la massima corrente che il resistore può sopportare senza danneggiarsi.

### Resistori custom
Esistono applicazioni in cui il resistore deve avere caratteristiche molto particolari, tipico è il caso degli strumenti di misura elettronici; se in commercio non fosse disponibile il resistore con dimensioni, valore e precisione necessari per l'impiego previsto, il costruttore stesso dello strumento, progetta da sé il resistore abbinandogli una sigla; similmente ai circuiti integrati progettati in proprio, questo risulta un componente custom, pertanto non in commercio, può essere fornito come ricambio solo dal costruttore dello strumento.

### Resistori variabili

Simboli di resistori variabili e trimmer

I resistori variabili, ovvero la cui resistenza è variabile, si dividono in due categorie:
- meccanico o manuale, che possono essere regolati con un intervento meccanico o manuale
- automatici, che variano la propria resistenza con il variare di un altro parametro, quali la temperatura (termistori), o la quantità di luce che li colpisce (foto-resistori).

Si differenziano per il tipo di struttura, infatti possono essere realizzati in diversi modelli: a strato, a filo, doppi, con o senza interruttore, a variazione resistiva lineare o logaritmica.
Questi tipi di resistori si dividono anche a seconda della loro caratteristiche generali:
- il potenziometro è un tipo di resistore variabile di uso comune nelle apparecchiature elettroniche (quali radio, televisori, amplificatori), con il quale per mezzo di un conduttore mobile strisciante sull'elemento resistivo (rotante o lineare), è possibile variare il valore della resistenza entro un certo intervallo il cui limite superiore è indicato dal valore stesso che ha il potenziometro.
- Sono detti trimmer alcuni tipi di potenziometri che servono per regolazioni saltuarie e/o di taratura e che in genere richiedono l'uso di un utensile (giravite) per modificare il punto di regolazione.
- Invece sono definiti reostati nel caso siano usati come regolatori di corrente e quindi disposti in serie al carico, generalmente questa configurazione viene utilizzata per i grandi carichi.

#### Termo resistori (NTC e PTC)

Simbolo del termistore

I termo resistori o termistori sono resistori che presentano elevati valori del coefficiente di temperatura, fra di essi si distinguono i PTC e gli NTC. I resistori PTC (Positive Temperature Coefficient) hanno un coefficiente di temperatura positivo ossia aumentano la loro resistenza con l'aumento della temperatura mentre quelli detti NTC (Negative Temperature Coefficient) presentano un coefficiente di temperatura negativo (tra -6% e -2% per grado Celsius) ossia riducono la loro resistenza con l'aumentare della temperatura. Questi termo-resistori sono impiegati o per la misura diretta della temperatura (nei termometri elettronici) o come elementi di controllo nei circuiti elettrici ed elettronici (per esempio per aumentare o diminuire una corrente od una tensione al variare della temperatura d'esercizio).

#### Foto-resistori

Simbolo del fotoresistore

I foto-resistori sono resistori sensibili alla luce, ovvero la cui resistenza cambia con l'intensità della luce che li colpisce. In condizioni di buio presentano valori resistivi intorno ai 2MΩ, in condizioni di luce la resistenza può scendere anche a valori inferiori ai 100 Ω. La curva Resistenza-Illuminazione è abbastanza lineare, ma la variazione della resistenza nel caso di bruschi cambiamenti dell'illuminazione è piuttosto lenta. Questo comportamento, definito dai costruttori con il parametro tempo di recupero (recovery rate) è un notevole svantaggio, pertanto questi componenti sono impiegati solo in apparecchi dove il controllo della luminosità non è critico come macchine fotografiche, interruttori crepuscolari, giocattoli, ecc.

## Codifica
Nel caso in cui i resistori non abbiano i valori numerici stampati su di esso, si utilizza un codice a colori, che per i resistori fissi sono definiti dalla EIA, tramite la "Tabella codici colori EIA-RS-279".

### Tabella per i resistori a strato con 3 o 4 anelli colorati

Resistore a quattro anelli colorati

| Colore  | Anello 1 | Anello 2 | Anello 3       | Anello 4   |
| ------- | -------- | -------- | -------------- | ---------- |
|         | Cifra 1  | Cifra 2  | Moltiplicatore | Tolleranza |
| -       | -        | -        | -              | ± 20%      |
| argento | -        | -        | 10−2           | ± 10%      |
| oro     | -        | -        | 10−1           | ± 5%       |
| nero    | 0        | 0        | 100            | -          |
| marrone | 1        | 1        | 101            | ± 1%       |
| rosso   | 2        | 2        | 102            | ± 2%       |
| arancio | 3        | 3        | 103            | -          |
| giallo  | 4        | 4        | 104            | -          |
| verde   | 5        | 5        | 105            | ± 0,5%     |
| blu     | 6        | 6        | 106            | ± 0,25%    |
| viola   | 7        | 7        | 107            | ± 0,1%     |
| grigio  | 8        | 8        | -              | -          |
| bianco  | 9        | 9        | -              | -          |

### Tabella per i resistori a strato con 5 o 6 anelli colorati
| Colore  | Anello 1 | Anello 2 | Anello 3 | Anello 4       | Anello 5   | Anello 6                    |
| ------- | -------- | -------- | -------- | -------------- | ---------- | --------------------------- |
|         | Cifra 1  | Cifra 2  | Cifra 3  | Moltiplicatore | Tolleranza | Coefficiente di temperatura |
| -       | -        | -        | -        | -              | ± 20%      | -                           |
| argento | -        | -        | -        | 10−2           | ± 10%      | -                           |
| oro     | -        | -        | -        | 10−1           | ± 5%       | -                           |
| nero    | 0        | 0        | 0        | 100            | -          | ± 250 ppm/K                 |
| marrone | 1        | 1        | 1        | 101            | ± 1%       | ± 100 ppm/K                 |
| rosso   | 2        | 2        | 2        | 102            | ± 2%       | ± 50 ppm/K                  |
| arancio | 3        | 3        | 3        | 103            | -          | ± 15 ppm/K                  |
| giallo  | 4        | 4        | 4        | 104            | -          | ± 25 ppm/K                  |
| verde   | 5        | 5        | 5        | 105            | ± 0,5%     | ± 20 ppm/K                  |
| blu     | 6        | 6        | 6        | 106            | ± 0,25%    | ± 10 ppm/K                  |
| viola   | 7        | 7        | 7        | 107            | ± 0,1%     | ± 5 ppm/K                   |
| grigio  | 8        | 8        | 8        | 108            | ± 0,05%    | ± 1 ppm/K                   |
| bianco  | 9        | 9        | 9        | 109            | -          | -                           |

### Valori standard dei resistori
La normativa internazionale IEC 60063 definisce i valori standardizzati per resistori e condensatori. Il numero dei valori vanno aumentando con la precisione richiesta. Ad esempio per la serie E6 (per resistori con tolleranza del 20%) sono consentiti sei valori: 10, 15, 22, 33, 47, 68. Questo significa che i valori di questa serie possono essere multipli di 10. Ad esempio valori usati possono essere 0,47 Ω, 4,7 Ω, 47 Ω, 470 Ω, 4,7 kΩ, 47 kΩ, 470 kΩ, e così via. A seconda della tolleranza consentita la norma IEC 60063 definisce:
| Serie                                                                        | E6 (20%)          | E12 (10%)                           | E24 (5%)                                                                | E48 (2%) | E96 (1%) | E192 (0,5%) |
| Valori                                                                       | 10 15 22 33 47 68 | 10 12 15 18 22 27 33 39 47 56 68 82 | 10 11 12 13 15 16 18 20 22 24 27 30 33 36 39 43 47 51 56 62 68 75 82 91 | 100 105 110 115 121 127 133 140 147 154 162 169 178 187 196 205 215 226 237 249 261 274 287 301 316 332 348 365 383 402 422 442 464 487 511 536 562 590 619 649 681 715 750 787 825 866 909 953 | 100 102 105 107 110 113 115 118 121 124 127 130 133 137 140 143 147 150 154 158 162 165 169 174 178 182 187 191 196 200 205 210 215 221 226 232 237 243 249 255 261 267 274 280 287 294 301 309 316 324 332 340 348 357 365 374 383 392 402 412 422 432 442 453 464 475 487 499 511 523 536 549 562 576 590 604 619 634 649 665 681 698 715 732 750 768 787 806 825 845 866 887 909 931 953 976 | 100 101 102 104 105 106 107 109 110 111 113 114 115 117 118 120 121 123 124 126 127 129 130 132 133 135 137 138 140 142 143 145 147 149 150 152 154 156 158 160 162 164 165 167 169 172 174 176 178 180 182 184 187 189 191 193 196 198 200 203 205 208 210 213 215 218 221 223 226 229 232 234 237 240 243 246 249 252 255 258 261 264 267 271 274 277 280 284 287 291 294 298 301 305 309 312 316 320 324 328 332 336 340 344 348 352 357 361 365 370 374 379 383 388 392 397 402 407 412 417 422 427 432 437 442 448 453 459 464 470 475 481 487 493 499 505 511 517 523 530 536 542 549 556 562 569 576 583 590 597 604 612 619 626 634 642 649 657 665 673 681 690 698 706 715 723 732 741 750 759 768 777 787 796 806 816 825 835 845 856 866 876 887 898 909 919 931 942 953 965 976 988 |
| La serie E192 è usata anche per resistori con tolleranza dello 0,25% e 0,1%. |                   |                                     |                                                                         | | | |

I valori delle singole serie sono ottenuti dalla progressione geometrica:
{\displaystyle ar^{0}=a,ar^{1}=ar,ar^{2},ar^{3},...}
Dove r ≠ 0 è la ragione ed a è un fattore di scala che viene posto uguale a 1.
La ragione ed il termine Nesimo risultano (n va incrementato a partire da 0 fino a k-1) nella serie di Rénard di ordine 10:
{\displaystyle r={\sqrt[{k}]{10}}\qquad N=\left({\sqrt[{k}]{10}}\right)^{n}}.
Il valore k varia a seconda della serie: per la E6 k=6, per la E12 k=12, ecc.

## Alcuni elementi per la pratica

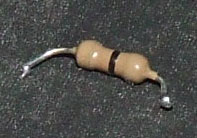
Un "falso resistore" da zero ohm utilizzato per creare ponti su un circuito stampato. Il valore, indicato con un unico anello nero, non segue quindi gli standard di codifica a colori ma è molto diffuso

Nella pratica ci si trova a dover misurare valori di resistori già montati in un circuito elettronico senza volerli scollegare (dissaldare). Usando un multimetro, e con il circuito in esame non alimentato, si legge un valore che non sarà esatto ma pone almeno un limite minimo al valore della resistenza da misurare, in quanto in parallelo al resistore vi saranno altri elementi resistivi che abbassano la resistenza equivalente del ramo misurato. Rifare la prova usando il multimetro scambiando i terminali (positivo, rosso, e negativo, nero) in quanto la presenza di componenti attivi e diodi ha un comportamento nella misura diverso a seconda del senso della corrente che il multimetro applica nella misura: si deve scegliere il valore più alto. La misura più affidabile si ottiene dissaldando il componente anche solo da un terminale.
Nel caso di resistori di valore molto basso la misura deve essere fatta con i puntali più vicino possibile al corpo del componente in modo tale da non misurare la resistenza parassita del reoforo stesso o di eventuali residui di stagno o di ossido sul reoforo stesso. Prima di eseguire la misura è necessario aver tarato prima il multimetro (o l'ohmetro) sullo zero mandando in corto i puntali tra di loro assicurandosi che questi ultimi non siano sporchi od ossidati.